# Кастелета (Анкона)
Кастелета је насеље у Италији у округу Анкона, региону Марке.
Према процени из 2011. у насељу је живело 49 становника. Насеље се налази на надморској висини од 592 м.